# Тридесетдва квадрата
Тридесетдва квадрата је српски телевизијски филм из 2002. године. Режирала га је Ратиборка Ћерамилац, а сценарио је написао Новица Савић.